# Homes durs
Homes durs (títol original en anglès, Men Up) és un telefilm gal·lès emès per BBC One i BBC iPlayer, sobre els primers assaigs clínics del fàrmac de la viagra, que van tenir lloc a Swansea el 1994. Russell T Davies es troba entre els productors executius. El repartiment inclou Aneurin Barnard, Alexandra Roach, Phaldut Sharma, Iwan Rheon, Steffan Rhodri i Joanna Page. Es va emetre el 29 de desembre de 2023. S'ha doblat i subtitulat al català per a FilminCAT.
El rodatge va tenir lloc a Swansea a principis de 2023, i es va acabar abans de finals de maig del mateix any.
La pel·lícula va ser nominada al millor drama dels premis de la Royal Television Society el març de 2024.
Matthew Barry va ser guardonat com a millor guió als premis BAFTA Cymru l'octubre de 2024.